# Primero de Mayo, Papantla
Primero de Mayo är en ort i Mexiko.   Den ligger i kommunen Papantla och delstaten Veracruz, i den sydöstra delen av landet, 210 km öster om huvudstaden Mexico City. Primero de Mayo ligger 81 meter över havet och antalet invånare är 452.
Terrängen runt Primero de Mayo är platt åt sydväst, men åt nordost är den kuperad. Terrängen runt Primero de Mayo sluttar västerut. Runt Primero de Mayo är det ganska tätbefolkat, med 160 invånare per kvadratkilometer. Närmaste större samhälle är Papantla de Olarte, 17,4 km norr om Primero de Mayo. Omgivningarna runt Primero de Mayo är en mosaik av jordbruksmark och naturlig växtlighet.